# NGC 1491
NGC 1491 – obszar H II i mgławica emisyjna położona w gwiazdozbiorze Perseusza. Została odkryta 28 grudnia 1790 roku przez Williama Herschela. Znajduje się w odległości ok. 10,7 tys. lat świetlnych od Ziemi.